# Pseudotachea splendida
Pseudotachea splendida es una especie de gasterópodo terrestre de la familia Helicidae común en el levante de la península ibérica. Habita en el este de España, Baleares, Andorra, Córcega y sur de Francia.

## Características
Concha de 6 a 13 mm de altura y 8,5 a 24 mm de diámetro mayor. Espiral muy poco elevada con 3,5 a 4 vueltas de hélice poco convexas y de crecimiento regular, la última grande, formando las 3/4 partes de la concha; los adultos carecen de ombligo. Superficie finamente estriada. Abertura muy inclinada, oval, transversa, con los márgenes poco convergentes; peristoma discontinuo poco revertido, con el labio interior blanco o rosado.
La coloración es muy variable; el color de fondo es blanquecino o amarillento, con una a cinco líneas oscuras delgadas, continuas o interrumpidas, libres o parcialmente fusionadas; existen individuos carentes de líneas. Puede confundirse con Cepaea nemoralis, que es de mayor tamaño y tiene el reborde de la abertura negro.
P. splendida prefiere las tierras bajas mediterráneas, en especial las maquias i bosques en terrenos calcáreos.